# Miami Vice (televisieserie)
Miami Vice is een Amerikaanse politieserie uit de jaren 80 van de 20e eeuw. Michael Mann was van 1984 tot en met 1989 uitvoerend producent van de serie. De serie was experimenteel en vernieuwend voor zijn tijd, met een heel eigen stijl.
De serie is geïnspireerd op de drugsoorlog die de stad Miami begin jaren tachtig in zijn greep hield en waarbij de drugshandelaren vrij spel leken te hebben, extreem geweld gebruikten met geld in overvloed. Veel afleveringen zijn geïnspireerd op echte politiezaken uit deze periode.
In de Verenigde Staten werd de serie door NBC uitgezonden, in Nederland door het publieke Veronica van 4 januari 1986 tot medio 1990. Het bekende Crockett's Theme van componist Jan Hammer werd een nummer-1 hit in zowel de Nederlandse Top 40 als de Nationale Hitparade Top 100.

## Verhaal
Don Johnson speelt de rol van politieagent James "Sonny" Crockett. Onder de naam Sonny Burnett bestrijdt hij criminelen door zich voor te doen als een drugrunner met zijn supersnelle Wellcraft Scarab-speedboot. Hij werkt samen met zijn partner Ricardo "Rico" Tubbs (Philip Michael Thomas), die eerst rechercheur in New York was geweest. Samen schieten ze zich vaak een weg door de drukke straten van Miami waarbij geregeld achtervolgingen te zien zijn. Deze vinden vaak plaats met de Ferrari 365 GTS/4 (replica) (of Testarossa in latere afleveringen) die Crockett "bezit" in zijn undercoverrol als drugskoerier. De reden dat ze in zulke dure auto's kunnen rijden, dure kleren kunnen dragen en met koffers met geld hun tegenstanders kunnen imponeren is doordat al deze goederen bij eerdere zaken door de politie in beslag zijn genomen.

## Stijl
Miami Vice was destijds een vernieuwende serie. De stijl was net zo belangrijk als de verhaallijn. De afleveringen hadden veel weg van new wave-videoclips en een groot deel van de soundtrack bestond uit speciaal voor de serie gecomponeerde synthesizermuziek van Jan Hammer. Veel scènes werden opgenomen in het Art Deco-district van Miami waarbij men de nodige gebouwen eerst liet opknappen voordat er gefilmd werd. Kleur is een terugkomend thema waarbij kleding en achtergrond op elkaar afgestemd werden. Veel afleveringen hadden een eigen kleurenpalet.
De kleding werd bewust op de karakters afgestemd. Sonny Crockett is meer een type van het strand, casual gekleed, relaxt regelmatig ongeschoren en leeft op een boot. Ricardo Tubbs komt oorspronkelijk uit New York en weet zich bewuster te kleden. Don Johnson moest wennen aan de dure kledinglijn en de pastelkleuren. Hij wilde liever echt casual gekleed gaan. Het wende echter snel. Voor de serie werden bedragen uitgegeven aan kleding zoals nog nooit vertoond was en de serie wilde doorlopend voorop lopen in de mode.
Regelmatig speelden bekende artiesten, onder wie Phil Collins, Frank Zappa, James Brown, Willie Nelson en Glenn Frey, mee in gastrollen. Jeroen Krabbé speelde in 1987 in de aflevering "Heroes of the Revolution" mee als Klaus Herzog. De Nederlander Ate de Jong regisseerde in 1987 de aflevering "Missing Hours", veel bekende acteurs en actrices hebben een gastrol in het begin van hun carrière gekregen in de serie zoals onder andere Ben Stiller, Chris Rock, Michael Madsen, Julia Roberts, Liam Neeson, Wesley Snipes, Pam Grier, Bruce Willis en Ed O'Neill. Een regelmatig terugkerende rol was weggelegd voor Martin Ferrero die het zeldzame karakter van Isadore "Izzy" Moreno vertolkte, een informant van Crockett en Tubbs. In de pilot, de aflevering "brother's keeper" zette Ferrero overigens de rol van huurmoordenaar Trini DeSoto neer. 
De eerste seizoenen kenmerkten zich door een vrij luchtige, hippe sfeer waarbij ook veel humor werd gebruikt. Na verloop van tijd krijgt de serie meer de sfeer van een neo noir. De scènes worden dan donkerder en grimmiger. Sheena Easton speelt in seizoen vier Caitlin, de vriendin van Crockett, de twee trouwen en daarna wordt ze vermoord door Hackman, een topcrimineel waar Sonny eerder in seizoen 2 mee te maken heeft gehad: ironisch genoeg had Sonny ervoor geknokt om Hackman vrij te krijgen voordat hij de doodstraf zou ondergaan omdat hij geloofde in diens onschuld. Na de dood van Caitlin komt Sonny in een intense existentiële crisis terecht. Desalniettemin gaat hij weer aan het werk maar als gevolg van een bomexplosie raakt hij zijn geheugen kwijt en gaat hij geloven dat hij Burnett is, een drugshandelaar en huurmoordenaar. Tegen het einde van seizoen 4 raakt hij steeds dieper verzonken in het drugscircuit van Miami waardoor zijn eigen team opeens op hem moet jagen. Sonny doet zelfs twee pogingen om zijn partner Ricardo te vermoorden. Deze afleveringen worden door de fans en filmcritici beschouwd als het absolute hoogtepunt van de serie, niet in de laatste plaats vanwege de psychologische verdieping van de karakters en Sonny in het bijzonder. Na deze afleveringen ontstond er in Amerika een discussie onder fans waarom Don Johnson alleen in 1985 een Golden Globe won maar nooit een Emmy kreeg voor zijn hoogstaande acteerskills. Na verloop van tijd keert Sonny's geheugen terug en zodra hij zichzelf aangeeft bij zijn eigen team, gaat hij door een relatief lange periode van traumaverwerking. In seizoen 5 zijn er talloze afleveringen waarin Sonny niet te zien is. Het is de opmaat naar het einde van de serie, de samenwerking met Tubbs en, omdat de laatste aflevering eind 1989 is, symboliseert het ook het einde van het jaren 80 tijdperk.

## Productie

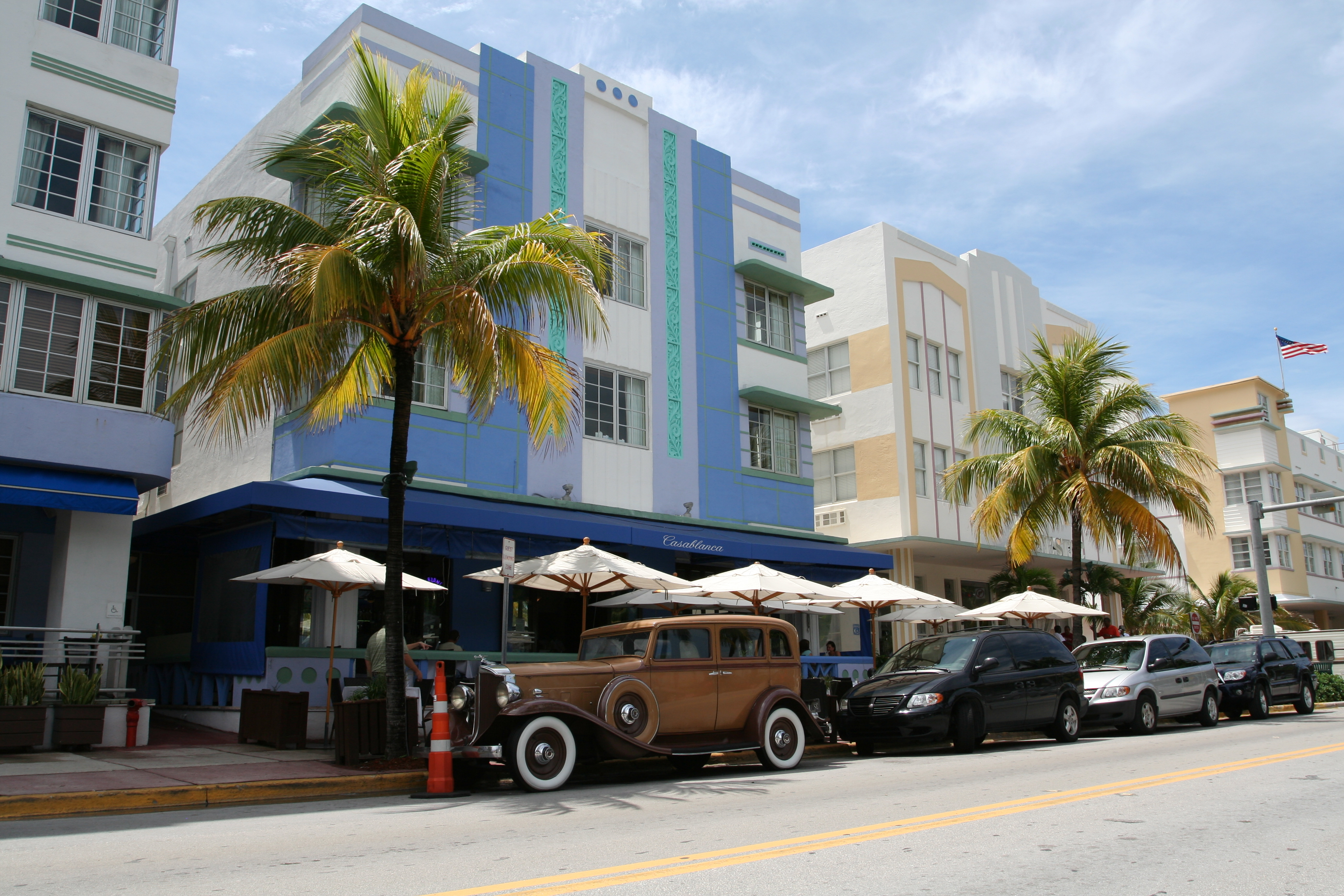
Ocean Drive in het Art-Deco-district waar veel scènes werden opgenomen.

Mogelijk werd de serie geboren toen de baas van NBC een stuk papier pakte en daarop de tekst "MTV Cops" schreef. Hij wilde een politieserie maken die bij de MTV-stijl van de jaren tachtig paste. De keuze viel op Miami omdat deze stad in hun ogen de juiste combinatie van misdaad, zwart geld, stijl, zon en gevaar had. Om de serie aan te laten slaan werd gekozen voor nieuwe filmmethoden, veel aandacht voor cinematografie, muziek, stijl en veel aandacht voor de couleur locale. Als naam voor de serie werd eerst Gold Coast bedacht maar omdat de hoofdrolspelers steeds Miami Vice riepen werd dit de titel. Het kostte moeite om het stadsbestuur te overtuigen. De stad wilde juist van haar misdadige imago af dat in de jaren ervoor was ontstaan, door drugssmokkel, hoge moordcijfers en rassenrellen. De serie begon met lage verwachtingen omdat kijkersonderzoek had uitgewezen dat het format niet goed viel. Dit veranderde snel en toen het tweede seizoen van start ging waren andere zenders al bezig met eigen series waarin de stijl van Miami Vice werd nagebootst. Het tijdschrift People noemde de serie zelfs het meest vernieuwend sinds de uitvinding van de kleurentelevisie. De seizoenen twee t/m vijf werden volledig in stereo opgenomen.

### Casting
Voor de hoofdrol "Sonny Crockett" werden verschillende acteurs benaderd. O.a. Nick Nolte, Jeff Bridges en Mickey Rourke werden benaderd, maar zij bedankten voor de eer. NBC had bedenkingen bij de keuze voor Don Johnson omdat hij al 34 was en voor die tijd als acteur nooit goed uit de verf was gekomen. Na het tweede seizoen kreeg Johnson een conflict over zijn honorering. Het had niet veel gescheeld of hij was vervangen door Mark Harmon. Doordat de serie zich in Miami afspeelde opende het de deur voor veel acteurs uit verschillende minderheden om een breed scala aan rollen te spelen. Om de serie ernstiger te maken werd de politiechef, eerst gespeeld door Gregory Sierra, al in de zevende aflevering vervangen door Edward James Olmos.

### Auto's
De zwarte Ferrari Daytona waarin Sonny Crockett in de eerste twee seizoenen rondreed was een replica, gebouwd op het chassis van een Corvette C3. Hiervan werden er drie gebruikt. Het gebruik van een replica leidde tot conflicten met Ferrari en deze dreigde zelfs met een rechtszaak. De oplossing werd gevonden doordat Ferrari zelf twee Ferrari's, model Testarossa doneerde. Voor stunts werd wel weer een replica van de Testarossa op het chassis van een De Tomaso Pantera gebruikt. Om de wisseling van de auto's in te luiden werd de Daytona in seizoen drie opgeblazen. Voor de explosie werd overigens geen echte auto gebruikt. De Daytona dook een aantal afleveringen later toch weer een keer op.
Andere prominente auto's in de serie waren, een Cadillac Coupe de Ville Convertible uit 1964 (auto van Ricardo Tubbs), een Ford Thunderbird (Stan Switek), een Mercury Cougar (Gina Calabrese) en een Dodge Ram Van (patrouillebus van Stan en Larry). De criminelen reden ook regelmatig in dure exclusieve auto's.

## Invloed
De serie deed haar best om als trendsetter in de mannenmode te fungeren. Er werd samengewerkt met Vittorio Ricci, Hugo Boss en Gianni Versace. Dankzij Miami Vice werd het populair om een T-shirt onder een colbertjasje te dragen, samen met een linnen broek en makkelijke schoenen zonder sokken. Het merk Ray-Ban heeft veel van zijn populariteit te danken aan de serie. Zelfs het dragen van de voor Sonny Crockett zo typische niet helemaal goed geschoren baard, de zogenaamde Five o'clock shadow, was korte tijd populair. Met de slecht geschoren baard insinueerde Crockett dat hij die nacht niet thuis geslapen had.
Door de serie werd Jan Hammer een bekende artiest. Hij haalde grote successen met het nummer Crockett's Theme en met de soundtrack (Miami Vice Theme). Ook het nummer You Belong to the City van Glenn Frey werd bekend door Miami Vice. In 2015 maakte de Franse producer DJ Cam op eigen initiatief eigen nieuwe soundtrack bij de serie. Opvallend was een optreden van de punk band Suicidal Tendencies in de aflevering "free verse"  
Niet in de laatste plaats droeg de serie bij aan het opkrikken van het gehavende imago van de stad Miami. Door de drugsoorlogen was het toerisme teruggelopen en was het geen geliefde vestigingsplaats meer. Dankzij de serie en de daarbij behorende Miami Vice-feesten, die elk weekend werden gehouden en publiciteit genereerden, werd het Art Deco-district weer hip.

## Film
In 2006 werd een Miami Vice-speelfilm gemaakt, geregisseerd door Michael Mann. De rol van Crockett wordt gespeeld door Colin Farrell, de rol van Tubbs door Jamie Foxx.